# Angela Aki
Angela Aki (アンジェラ・アキ, Anjera Aki), née Kiyomi Angela Aki (安芸 聖世美, Aki Kiyomi) le 15 septembre 1977 est une auteure-compositrice-interprète de musique et pianiste. Sa ville natale est Itano, Tokushima, Japon.

## Biographie

### Jeunesse
Le père d'Angela Aki est japonais et sa mère est italo-américaine. Elle est la fille d'Aki Kiyoshi, le propriétaire et le cofondateur d'Aeon Institute of Language Education. C'est une des « quatre grandes » écoles Eikaiwa (de conversation anglaise) au Japon. Elle a commencé à prendre des leçons de piano quand elle avait trois ans. Elle a vécu à Tokushima-shi jusqu’à la fin de sa 6e année d’école et passa ses jours de collège à Okayama-shi, Okayama. Elle déménagea à Hawaii quand elle avait quinze ans et  termina ses études à l'École Iolani. Ainsi, Angela Aki parle l'anglais et le japonais. Elle a été imprégnée là-bas par la musique pendant quatre ans. Elle termina ses études à l'université George Washington à Washington, D.C. et se spécialisa en science politique.

### Mariage
Le 9 mars 2007, Angela Aki annonça publiquement qu'elle avait épousé l’ingénieur de son et producteur de musique japonaise Yoshihide Mikami (三上義英) et rendu public qu'elle avait été brièvement marié précédemment et avait divorcé. Son premier mariage était avec l’ingénieur, producteur et artiste Tony Alany, qui a coproduit son premier album à Vienne, Virginie, États-Unis. Le 17 février 2012, elle met au monde un garçon.

### Amis
Elle est bonne amie avec la star J-pop Yuna Ito. Les deux chanteuses ayant été à la même école de langue japonaise.
Ben Folds a entendu dire qu'Angela Aki avait fait une reprise de sa chanson «  Still Fighting It » comme « chanson d’accompagnement » (c/w en anglais) pour son simple « Tegami ~Haikei Juugo no Kimi e~ » ; il est entré en contact avec elle pour la rencontrer. Ils se découvrirent des atomes crochus et firent la chanson « Black Glasses » ensemble.
Janis Ian est son mentor et ami.

## Carrière

### Débuts
En 1997, elle alla à un concert de Sarah McLachlan à 20 ans et sentit qu'elle voulait entrer dans le monde de la musique. Elle décida de devenir un auteur-compositrice-interprète. En 2000, elle sortit un album indépendant aux États-Unis intitulé «  These Words »  qui  reçut considérablement de bonnes critiques. Après avoir terminé ses études universitaires, elle trouva un travail à Washington, D.C. comme secrétaire. Ne pouvant renoncer à son rêve d'être  chanteuse, elle quitta son travail en 2001. Elle travailla, par la suite, comme serveuse pour 2,13 $ durant la journée et jouait le soir dans une boîte de nuit. Aki a été brièvement mariée à l'ingénieur et coproducteur de son premier album à Vienne, Virginie, États-Unis. En 2002, elle composa deux pistes pour «  Let It Fall » de Dianne Eclar, une chanteuse pop adolescente des Philippines.

### Débuts au Japon
Après avoir produit des musiques pour des commerciaux de plusieurs sociétés japonaises, elle décida de retourner vivre au Japon. Le 27 septembre 2003, Angela Aki vit un concert de Shiina Ringo au Nippon Budokan Hall et se promit qu’elle se produirait au même endroit 3 ans plus tard, même si elle était encore inconnue, ne s’était pas fait offrir de contrat par une maison de disques, ni n'avait sorti d'album ou fait un début important sur le marché. Elle  joua  dans beaucoup de petits lieux et bars de Tokyo, écrivit 100 chansons  ou plus et  produisit plusieurs maquettes. En 2005, elle  sortit un mini-album indépendant sous Virgo Music intitulé « One », qui fut l’album indépendant le plus vendu au Japon en 2005. Cela piqua l’intérêt du compositeur Nobuo Uematsu  qui lui demanda d'écrire les paroles et d’interpréter la chanson  thème de Final Fantasy XII, « Kiss Me Good-Bye » en 2006. Elle signe un contrat en 2006 avec Epic Records et fait ses débuts comme professionnelle avec le simple « HOME » en septembre 2005. Le 26 décembre 2006, elle donne un concert au Nippon Budokan Hall, devenant ainsi le premier artiste à jouer totalement en solo (avec seulement son piano) dans ce célèbre endroit – sans choriste, orchestre ou première partie ; le rêve qu’elle avait  trois ans plus tôt s’est donc réalisé.

### Atteindre le public anglophone
En mai 2006, Angela  signa avec Tofu Records pour sortir des simples et des albums en anglais. Sa première sortie avec Tofu était le single « Kiss Me Good-Bye » en téléchargement numérique aux États-Unis, avec une liste de pistes légèrement différente. Plus tard ce même mois, elle interpréta la chanson de la bande originale de Final Fantasy XII, « Kiss Me Good-Bye» à la première du concert  PLAY! A Video Game Symphony à Chicago le 27 mai 2006. Avec un orchestre de soutien, elle a joué du piano et a chanté la chanson en anglais, dont elle avait aussi écrit les paroles. Elle a aussi interprété une reprise de la chanson « Eyes On Me », la chanson thème de Final Fantasy VIII,, avec son piano en accompagnement.

### Présentement
Angela Aki a été choisie pour chanter « Knockin' on Heaven's Door » de Bob Dylan avec ses paroles japonaises originales pour le film «  Heaven's Door »  et a été choisie pour écrire et interpréter la chanson  thème intitulée «  Ai no Kisetsu » pour le feuilleton télévisé matinal « Tsubasa » sur la chaîne nippone NHK à partir du 30 mars 2009.

## Discographie

### Albums
| #                      | Information sur l'album                                          | Ventes                  |              |              |
| Albums Indie           | Albums Indie                                                     | Albums Indie            | Albums Indie | Albums Indie |
| ---------------------- | ---------------------------------------------------------------- | ----------------------- | ------------ | ------------ |
| -                      | These Words - Sortie : 4 janvier, 2000 - Producteur : Tony Alany | NC                      |              |              |
| -                      | One - Sortie : 9 mars, 2005                                      | NC                      |              |              |
| Albums chez Sony Music |                                                                  |                         |              |              |
| 1er                    | Today - Sortie : 14 juin, 2006                                   | 553 402 (au 24.05.2007) |              |              |
| 2e                     | Home - Sortie : 19 septembre, 2007                               | 201 505 (au 30.06.2008) |              |              |
| 3e                     | ANSWER - Sortie : 25 février, 2009                               | 160 587 (au 25.07.2009) |              |              |
| 4e                     | LIFE - Sortie : 8 septembre, 2010                                | NC                      |              |              |

### Singles
| #   | Information sur le single                                                               | Ventes  |
| --- | --------------------------------------------------------------------------------------- | ------- |
| 1er | Home - Sortie : 14 septembre, 2005                                                      | 15 033  |
| 2e  | 心の戦士 / Kokoro no Senshi - Sortie : 18 janvier, 2006                                 | 36 717  |
| 3e  | Kiss Me Good-Bye - Sortie : 15 mars, 2006 (ja) 16 mai, 2006 (en)(US Digital)            | 68 968  |
| 4e  | This Love - Sortie : 31 mai, 2006                                                       | 62 561  |
| 5e  | サクラ色 / SAKURA-iro - Sortie : 7 mars, 2007                                           | 105 796 |
| 6e  | 孤独のカケラ / Kodoku no Kakera - Sortie : 23 mai, 2007                                 | 31 534  |
| 7e  | たしかに / Tashika ni - Sortie : 11 juillet, 2007                                       | 14 653  |
| 8e  | 手紙～拝啓 十五の君へ～ / Tegami ~Haikei Juugo no Kimi e~ - Sortie : 17 septembre, 2008 | 210 035 |
| 9e  | 愛の季節 / Ai no Kisetsu - Sortie : 16 septembre, 2009                                  | NC      |
| 10e | 輝く人 / Kagayaku Hito - Sortie : 4 avril, 2010                                         | NC      |

## DVD
- Angela Aki MY KEYS 2006 in Budokan - 28 mars, 2007
- Angela Aki Concert Tour 2007-2008 "TODAY" - 1er octobre, 2008